# Скужец (гмина)
Скужец (пол. Skórzec) — сельская гмина (волость) в Польше, входит как административная единица в Седлецкий повет, Мазовецкое воеводство. Население — 7114 человек (на 2004 год).

## Демография
| Перепись                       | Всего   | Всего | Женщины | Женщины | Мужчины | Мужчины |
| ------------------------------ | ------- | ----- | ------- | ------- | ------- | ------- |
| Единицы                        | человек | %     | человек | %       | человек | %       |
| Население                      | 7114    | 100   | 3522    | 49,5    | 3592    | 50,5    |
| Плотность населения (чел./км²) | 59,8    | 59,8  | 29,6    | 29,6    | 30,2    | 30,2    |

## Сельские округа
1. Борошкув
2. Чернеев
3. Домбрувка-Нивка
4. Домбрувка-Луг
5. Домбрувка-Вылазы
6. Добжанув
7. Друпя
8. Голомбек
9. Граля-Домбровизна
10. Клудзе
11. Новаки
12. Озорув
13. Скаржын
14. Скужец
15. Стара-Домбрувка
16. Теодорув
17. Тшцинец
18. Вулька-Кобыля
19. Жебрак
20. Желькув

## Соседние гмины
1. Гмина Доманице
2. Гмина Котунь
3. Гмина Седльце
4. Гмина Виснев
5. Гмина Водыне